# چبوسکیه، وئیودشیپ واگی پومرانیان غربی
چبوسکیه، وئیودشیپ واگی پومرانیان غربی (به لاتین: Trzebuskie Łęgi, West Pomeranian Voivodeship) یک سکونتگاه مسکونی در لهستان است که در Gmina Goleniów واقع شده‌است.